# 吳達澎
吳達澎（1950年4月16日—），中華民國陸軍二級上將（退役），生於澎湖縣馬公市，籍貫山東省菏澤縣，畢業於馬公高中、陸軍官校41期步兵科，是第一位澎湖出身的上將，也是陸軍官校41期唯二的上將（另一位為楊天嘯上將），現任國防院戰略諮詢委員，曾任副參謀總長執行官、國防部總政戰局長、陸軍金防部司令、陸軍八軍團司令、陸軍空特部司令、國立陸軍高中校長。胞弟為前國防部駐美軍事代表團副團長吳達維少將。

## 經歷
曾任總統府戰略顧問、國防部參謀本部副參謀總長兼執行官、國防部總政戰局長、陸軍金防部司令、陸軍八軍團司令、陸軍空特部司令、陸軍總部人事署長、陸軍步兵一二七師師長、陸軍專科學校校長、陸軍空特獨立六二旅旅長、三軍大學戰院戰爭史與野戰戰略系教官、科長、營長、連長、排長。
2016年中華民國總統選舉結束期間，曾被臆測為是蔡英文政府、林全內閣的首位國防部長，其他點名人選尚包括胡鎮埔、楊天嘯、彭勝竹、嚴德發、蔡得勝、蔡明憲等人，最後由前副參謀總長馮世寬上將出任。準防長馮世寬的任免令公布之後，吳又被臆測為首位退輔會主委，包含季麟連、楊天嘯兩位上將也被點名，最後由李翔宙上將（前陸軍司令、國防部副部長、國安局長）出任。吳達澎改為於2018年出任國防安全研究院的戰略諮詢委員。

## 荣誉

### 中华民国勋章奖章
- 二等云麾勋章（2011年5月16日于台北总统府颁授[1]）